# كأس أنغولا 2011
كأس أنغولا 2011 هو موسم من كأس أنغولا. كان عدد الأندية المشاركة فيه 26، وفاز فيه إنتر كلوب.